# Котіс VI
Котіс VI (*Κότυς, д/н — 48 до н. е.) — володар Одриського царства у 79—70 і 57-48 роках до н. е., союзник Гнея Помпея Великого. Стосовно нумерації існують розбіжності: низка дослідників вважає цього царя Котісом IV як царя Другого Одриського царства, інші — Котісом II — правителем Одрисько-астейського царства.

## Життєпис
Походив з астейської династії. Син царя Садали I, після смерті якого у 79 році до н. е. успадкував трон. У 73—72 роках до н. е. надавав допомогу римському проконсулу Марку Ліцинію Лукуллу у війні проти фракійського племені бессів та західнопонтійських міст на чолі із Аполлонією і Каллатідою, союзниками понтійського царя Мітрідата VI. Завдяки дипломатичному хисту Котіса VI місто Одесс добровільно визнало владу Риму. Інші міста примушені до покори силою. Отримав уримлян фортеці Кабіла й Ускудама, захоплені убессів, а перед тим втрачені Садалою I.
У 71 році до н. е. після відкликання Лукулла стикнувся з ворожими діями бастарнів, васалів царя Буребісти. Близько 70 року до н. е. Котіс VI вимушений був частково підкоритися могутньому володарю гетів та даків Буребісті. Спільно з містами Одесс, Месембрія та Аполлонія діяв проти даків, зберігаючи владу у Східній Фракії. Лише у 57 році до н. е. зумів повністю повернути владу над одрисами.
На знак незалежності свого панування став карбувати монети — тетрадрахми з головою Діоніса на аверсі та Гераклом на реверсі (ставши першим царем, що карбував власну монету, починаючи від Котіса V). Багато зусиль доклав задля зміцнення своєї держави. Остаточно приєднав до своїх земель племена астеїв. Володіння царя простягалися від гирла річки Гебр і міста Кіпсела (сучасна Іпсела) до Одессу.
Водночас дотримувався проримської позиції. Цар Котіс налагоджує дружні стосунки з Гнеєм Помпеєм Великим. Останній сприяв розширенню володінь Котіса VI, відновивши владу того у Східній Фракії, зокрема над сапеями, де їх династі Реметалк визнав зверхність Одриського царства.
У 49 році до н. е. з початком громадянської війни між Цезарем та Помпеєм, володар одрисів підтримав останнього. У 48 році до н. е. Котіс VI спрямував до Помпея свого сина Садалу з 500 вершниками. Незабаром після цього він помер, заповівши престол синові.